# Heiakker (Deurne)
De Heiakker is een middeleeuws akkercomplex, een buurtschap en vanaf 1977 of 1978 een woonwijk van de kern Deurne in de Nederlandse gemeente Deurne.
De Heiakker was reeds in de middeleeuwen het meest oostelijke deel van het aaneensluitende akkercomplex van Deurne. De akker lag ingeklemd tussen de lagere gronden van de Bakelse Aa of Vlier, de oude doorgaande route tussen Hanenberg en Kerkeind, de akkergronden van Zeilberg en de Peelrandbreuk. In een later stadium moeten ook de gronden ten oosten van de Peelrandbreuk tot akkergrond zijn ontgonnen, tot aan de broekontginning van Het Riet. Het hoogste en mogelijk ook eerst ontgonnen deel bevindt zich ten oosten van Holten's Molen, aan weerszijden van de huidige Veldweg.
De naam verwijst naar het landschapstype van vóór de ontginning. Het landschap was hier kennelijk al zó uitgeput dat men deze akker in de middeleeuwse periode uit heide heeft ontgonnen, en niet bijvoorbeeld uit een minder gedegradeerd bostype.
In post-middeleeuwse bronnen wordt van enkele woningen wel gezegd dat ze in de Heiakker lagen. Vermoedelijk stonden ze aan de huidige Veldstraat, op de grens van de Heiakker en de Deurnese akker. Van een duidelijke buurtschap is echter geen sprake; de huizen werden ook wel onder de buurtschap Haageind gerekend.
In 1977 of 1978 werd begonnen met de bouw van enkele duizenden woningen in het uitbreidingsplan van Deurne, dat naar de historische veldnaam Heiakker werd genoemd. Het plan voorzag in de bouw van een nieuwbouwwijk in acht fases, waarbij elke fase een onderscheidend type straatnamen zou krijgen. Aanvankelijk werd gesproken over fase 1 tot en met fase 8, maar in 1990 kregen deze ook namen (zie onderstaande tabel). De uitvoering vond in volgorde van fase plaats: met fase 1 werd in 1977 gestart, terwijl fase 8 pas ná 2000 werd voltooid. De oudste woningen staan aan de Rietgors.
| Fase | Naam fase    | Categorie straatnamen            | Opmerkingen |
| ---- | ------------ | -------------------------------- | --- |
| 1    | Vogelweide   | Vogelsoorten                     | |
| 2    | Meitmortel   | Plantensoorten uit heide en veen | Historische veldnaam |
| 3    | Veengroes    | Plantensoorten uit heide en veen | |
| 4    | Peelhof      | Geologische benamingen           | |
| 5    | Witteveld    | Gereedschappen voor verturving   | Drie straten (Krullevaar, de Hork en Torteltuin) en de aanliggende basisschool de Hasselbraam zijn genoemd naar Pluk van de Petteflet van Annie M.G. Schmidt. |
| 6    | Vlindertuin  | Vlindersoorten                   | |
| 7    | Bloemgaarde  | Park- en veldbloemen             | |
| 8    | Kastelenerve | Namen voor kastelen              | De straatnamen hebben geen historische band met het nabijgelegen Groot Kasteel en Klein Kasteel, maar zijn op het thema kastelen in het algemeen gebaseerd.   |

De wijk wordt ontsloten door een drietal wegen: de Fitissingel, Veenmossingel en Vliersingel. Voor het langzaam verkeer is een stelsel van fietspaden aangelegd, waarbij drie daarvan het tracé van de voormalige zandpaden Appeldijk, Veldweg en Nieuwe Wittendijk volgen. Het park, dat werd aangelegd nabij de Vlier kreeg de benaming Vlierpark. In historisch opzicht ligt dit park deels op de plek van de zogenaamde Sint-Kathelijnenbeemd en de Vriezenbeemd. Deze twee grote percelen hooiland werden reeds in 1454 als oostelijke belending van het Klein Kasteel genoemd.
Het centrum van de wijk bevindt zich tussen de buurten Vogelweide, Peelhof, Meitmortel en Vlindertuin. Rondom een planmatig aangelegd driehoekig terrein, de Meent geheten, bevinden zich sporthal de Kubus en enkele middenstanders. Op 100 meter afstand liggen de beide basisscholen, de rooms-katholieke basisschool de Heiakker (opgericht in 1982) en de openbare basisschool de Hasselbraam.
Kenmerkende gebouwen aan de rand van de wijk zijn onder meer de Maria Vredeskapel, het Klein Kasteel en Holten's Molen, die alle drie van vóór de aanleg van de woonwijk dateren. Omdat de wijk op een akkercomplex werd gebouwd, zijn er niet of nauwelijks panden afgebroken voor de bouw van de wijk. Daarentegen staan er daarom ook geen historische gebouwen binnen de wijk.